# Perfecto Amézquita Gutiérrez
Perfecto Amézquita Gutiérrez.  Nacio en Ciudad Fernández, San Luis Potosí, 18 de abril de 1835 - Puebla de los Ángeles, 27 de octubre de 1900) fue un Obispo católico mexicano, que fue nombrado segundo Obispo de Tabasco en 1886 sustituyendo al primer obispo Agustín de Jesús Torres Hernández. Enfrentó diversos problemas sociales. Fundó un orfanato y la biblioteca del Obispado.

## Primeros años
Mons. Perfecto Amézquita, nació en Ciudad Fernández , San Luis Potosí, el 18 de abril de 1835. Hijo de José María Amézquita y de Cayetana Gutiérrez, hizo sus primeros estudios en su pueblo natal, más tarde ingresó a la Orden de los Paulinos de la que algún tiempo después, fue nombrado "Superior". Estudió en el Seminario Conciliar de León, Guanajuato. y se ordenó sacerdote en 1865.

## Obispo de Tabasco
Fue preconizado Obispo de Tabasco el 10 de junio de 1886 y ordenado en la Parroquia de Guanajuato el 5 de septiembre por el Obispo de León, D. Tomás Barrón y Morales.
Llegó a San Juan Bautista de Tabasco el 3 de noviembre de 1886, enfrentándose inmediatamente con el problema protestante, estudiantil y de la prensa.
Fundó un orfanatorio, el primer colegio del "Verbo Encarnado" atendido por Religiosas, el colegio "Santa María de Guadalupe" y la Biblioteca del Obispado.
Habiéndose erigido la Arquidiócesis de Oaxaca el 25 de diciembre de 1891, Tabasco dependió de ella, segregándose de la Provincia eclesiástica de México. El Obispo de Tabasco, fue nombrado delegado especial por S.S. el Papa León XIII, e impuso el Palio al primer Arzobispo de Oaxaca, Eulogio Gillow el 8 de abril de 1892 después de ocho años y cinco meses en Tabasco.

## Obispo de Puebla
A la muerte del Obispo de Puebla, Dn. Melitón Vargas el 14 de septiembre de 1896, tomó posesión el 14 de marzo de 1897 como el XXXI Obispo de Puebla, donde falleció el 27 de octubre de 1900. Su cuerpo fue sepultado en el panteón francés de la ciudad de Puebla de los Ángeles.